# Championnats du monde de BMX 1999
Navigation
Édition précédente Édition suivante
Les championnats du monde de BMX 1999, quatrième édition des championnats du monde de BMX organisés par l'Union cycliste internationale, ont eu lieu du 22 au 25 juillet 1999 à Vallet, en France. Ils sont remportés par le Néerlandais Robert de Wilde chez les hommes et par la Française Audrey Pichol chez les femmes.

## Podiums
| Épreuves                     | Or                  | Argent             | Bronze            |
| ---------------------------- | ------------------- | ------------------ | ----------------- |
| Épreuves masculines          |                     |                    |                   |
| Élite hommes                 | Robert de Wilde     | Christophe Lévêque | Mario Andrés Soto |
| Cruiser élite hommes         | Christophe Lévêque  | Thomas Allier      | Jason Richardson  |
| Épreuve masculines - juniors |                     |                    |                   |
| Junior hommes                | Dan Shanahan        | Steve Larralde     | Kelvin Batey      |
| Cruiser junior hommes        | Chad Hernaed        | Michal Prokop      | Medhi Remili (es) |
| Épreuves féminines           |                     |                    |                   |
| Élite femmes                 | Audrey Pichol       | Dagmara Poláková   | Tatjana Schocher  |
| Junior femmes                | María Gabriela Díaz | Simone Dür         | Rachel Galindo    |

## Tableau des médailles
| Rang  | Nation     | Or | Argent | Bronze | Total |
| ----- | ---------- | -- | ------ | ------ | ----- |
| 1     | France     | 2  | 2      | 2      | 6     |
| 2     | États-Unis | 2  | 1      | 1      | 4     |
| 3     | Argentine  | 1  | 0      | 0      | 1     |
|       | Pays-Bas   | 1  | 0      | 0      | 1     |
| 5     | Autriche   | 0  | 1      | 0      | 1     |
|       | Tchéquie   | 0  | 1      | 0      | 1     |
|       | Slovaquie  | 0  | 1      | 0      | 1     |
| 8     | Colombie   | 0  | 0      | 1      | 1     |
|       | Suisse     | 0  | 0      | 1      | 1     |
| Total | Total      | 6  | 6      | 6      | 18    |